# 2012年3月英國

## 3月27日
- 斯旺西大學一名22歲學生，早前在Twitter發表富種族歧視的言論，嘲笑在英格蘭足總盃比賽期間心臟病發後暈倒的保頓黑人球員梅安巴，該名學生在斯旺西裁判法院承認散佈種族仇恨，被地方法官判監56天。BBC （页面存档备份，存于）
- 通訊辦公廳宣佈放寬對皇家郵政的郵票售價管制，皇家郵政獲准由4月30日起調高一等普通平郵郵票，每張售價由原來的46便士上調至60便士，二等普通平郵郵票也由原來的36便士上調至50便士；此外，大型郵件和包裹的郵費，以及郵用包裝產品的價格也予以上調。BBC （页面存档备份，存于）

## 3月24日
- M5公路西密德蘭段南行方向在清晨6時24分發生嚴重交通意外，一輛貨車撞向一輛客車，造成一名客車乘客死亡，另有39人受傷，其中貨車司機和另一名客車乘客情況嚴重。現場消息指，事發時的路面大霧，釀成意外。BBC （页面存档备份，存于）
- 教育大臣高文浩在一個由學校及書院首長協會舉辦的教育界活動上發言，他表示英格蘭的學校有必要進一步加快改革進度，以應合未來十年世界的重大轉變。不過有教育界人士擔心學校能否承受大規模的教改。BBC （页面存档备份，存于）

## 3月23日
- 內政大臣文翠珊透露，政府正計劃為英格蘭及威爾斯所有酒精飲品引進最低售價，初步建議飲品所含的每酒精單位售價不可低於40便士。她認為新政策有助打擊酗酒的問題。BBC （页面存档备份，存于）
- 英女皇伊利沙伯二世與皇夫菲臘親王抵達大曼徹斯特索爾福德，為英國廣播公司新落成的媒體城主持揭幕啟用儀式。今次活動是英女皇伉儷巡幸英國各地的其中一站，以慶祝其登基鑽禧紀念。BBC （页面存档备份，存于）

## 3月21日
- 外交部宣佈，現任英國駐俄羅斯莫斯科的貿易投資推廣署總裁兼參贊吳若蘭，將於本年9月接替奚安竹出任英國駐港總領事。外交部

## 3月14日
- 英揆大衛·卡梅倫伉儷到訪美國首都華盛頓，於白宮南草坪接受19響禮炮歡迎。卡梅倫在白宮內會見美國總統奧巴馬，討論阿富汗、敘利亞和經濟增長等議題，兩人表示兩國目前關係「前所未有般強韌」，且「固若岩石」，而歡迎卡梅倫伉儷到訪的還包括美國第一夫人米歇爾、國務卿希拉里和副總統拜登等人。BBC （页面存档备份，存于）
- 官方最新數字顯示，全國失業人數在2011年11月至2012年1月期間上升28,000人，最新失業人口為267萬，失業率為百分之8.4。2月份申領失業援助人增加7,200人，總數升至161萬人。BBC （页面存档备份，存于）
- 英廷公佈英女皇伊利沙伯二世業已恩准賦予切爾姆斯福德、珀斯和聖阿薩夫三地城市地位，以誌慶女皇登基鑽禧紀念。三個獲選城市分別位於英格蘭、蘇格蘭和威爾斯。BBC （页面存档备份，存于）

## 3月13日
- 在去年捲入《世界新聞報》竊聽醜聞的新聞集團前任行政總裁麗貝卡·布魯克斯，與丈夫和另外四名男子一同被警方指控涉嫌妨礙司法公正，她在牛津郡家中被捕。在去年7月，布魯克斯曾因為涉嫌串謀非法截取通訊和行賄而被警方拘捕，扣查12個小時後獲准保釋外出。BBC （页面存档备份，存于）
- 英揆大衛·卡梅倫即將前往美國首都華盛頓展開為期三天的訪問行程，期間將會見美國總統奧巴馬。在訪問開展前夕，兩人在《華盛頓郵報》聯合撰文，強調英美兩國擁有「獨特且至為重要」的關係，而「這個同盟關係為全球所倚重」。預料兩人的討論議題將包括阿富汗前途和敘利亞國內的緊張局勢，但首相府發言人拒絕證實英美已否制訂從阿富汗撤軍的細節安排。BBC （页面存档备份，存于）

## 3月8日
- 選舉管理委員會對蘇格蘭政府計劃讓16及17歲人士參與蘇格蘭獨立公投表示關注，認為現行規例不能讓16歲人士參與投票；委員會又對蘇格蘭政府建議在2014年秋季舉行公投有保留。英政府方面建議公投在2013年9月舉行，目前正與蘇格蘭政府商討安排。BBC （页面存档备份，存于）
- 政府發表一份委託獨立人士負責的研究報告，該報告認為目前英國鐵路的營運成本比歐洲其他鐵路平均高出三分之一，有必要採取措施調低現時高昂的鐵路票價。報告建議削減鐵路職工薪酬和關閉部份售票站，並設立單一的鐵路規管機構，全面審視現有的票價架構及定價政策。報告認為如果全數落實建議，到2019年政府可每年節省7億至10億英鎊。不過，運輸業工會發言人批評報告書的建議有可能裁減12,000個職位，又認為全國鐵路私有化後，鐵路公司四分五裂，各以賺取最大利潤為目標，才是目前票價過高的主因。BBC （页面存档备份，存于）

## 3月7日
- 一輛英軍軍車在阿富汗南部城市坎大哈巡邏期間遭受炸彈襲擊，車上六名駐阿富汗英軍陣亡。今次是自2006年以來在阿富汗造成最多英軍陣亡的事件，也使當地自2001年以來的英軍陣亡總人數進一步累積至404人。英揆大衛·卡梅倫形容今天是英國的「國殤之日」，但國防大臣夏文達強調政府無意因事件修訂英軍撤出阿富汗的時間表。BBC （页面存档备份，存于）
- 下議院舉行首相答問環節，多位議員藉英女皇伊利沙伯二世登基鑽禧紀念，祝賀和讚揚女皇在位多年來的統治。BBC （页面存档备份，存于）

## 3月6日
- 日本汽車生產商日產在瑞士日內瓦一個車展宣佈，將於旗下位於桑德蘭的廠房生產新型號房車「Invitation」，預計整個項目會投資1.25億英鎊，可創造2,000個就業空缺。今次日產提出的投資項目獲英政府資助930萬英鎊，創造的400個職位空缺由桑德蘭廠房提供，其餘1,600空缺會在供應鏈其他部份開設。BBC （页面存档备份，存于）
- 在野工黨黨魁文立彬在一個工業界活動場合上表示，英國雖然要避免貿易保護主義抬頭，但政府應該支持「英國製造」的產品。他呼籲英國商界要更加「自豪和愛國」，推動英國工業發展。BBC （页面存档备份，存于）

| 依月份排列新聞動態 |
| \| - 2014年英國：1月 - 2月 - 3月 - 4月 - 5月 - 6月 - 7月 - 8月 - 9月 - 10月 - 11月 - 12月 - 2013年英國：1月 - 2月 - 3月 - 4月 - 5月 - 6月 - 7月 - 8月 - 9月 - 10月 - 11月 - 12月 - 2012年英國：1月 - 2月 - 3月 - 4月 - 5月 - 6月 - 7月 - 8月 - 9月 - 10月 - 11月 - 12月 - 2011年英國：1月 - 2月 - 3月 - 4月 - 5月 - 6月 - 7月 - 8月 - 9月 - 10月 - 11月 - 12月 - 2010年英國：1月 - 2月 - 3月 - 4月 - 5月 - 6月 - 7月 - 8月 - 9月 - 10月 - 11月 - 12月 - 2009年英國：1月 - 2月 - 3月 - 4月 - 5月 - 6月 - 7月 - 8月 - 9月 - 10月 - 11月 - 12月 - 2008年英國：1月 - 2月 - 3月 - 4月 - 5月 - 6月 - 7月 - 8月 - 9月 - 10月 - 11月 - 12月 檢閱 \| |
| - 2014年英國：1月 - 2月 - 3月 - 4月 - 5月 - 6月 - 7月 - 8月 - 9月 - 10月 - 11月 - 12月 - 2013年英國：1月 - 2月 - 3月 - 4月 - 5月 - 6月 - 7月 - 8月 - 9月 - 10月 - 11月 - 12月 - 2012年英國：1月 - 2月 - 3月 - 4月 - 5月 - 6月 - 7月 - 8月 - 9月 - 10月 - 11月 - 12月 - 2011年英國：1月 - 2月 - 3月 - 4月 - 5月 - 6月 - 7月 - 8月 - 9月 - 10月 - 11月 - 12月 - 2010年英國：1月 - 2月 - 3月 - 4月 - 5月 - 6月 - 7月 - 8月 - 9月 - 10月 - 11月 - 12月 - 2009年英國：1月 - 2月 - 3月 - 4月 - 5月 - 6月 - 7月 - 8月 - 9月 - 10月 - 11月 - 12月 - 2008年英國：1月 - 2月 - 3月 - 4月 - 5月 - 6月 - 7月 - 8月 - 9月 - 10月 - 11月 - 12月 檢閱       |